# Jeungsan-dong
Jeungsan-dong (koreanska: 증산동) är en stadsdel i stadsdistriktet Eunpyeong-gu i Sydkoreas huvudstad Seoul.